# Kraussaria prasina
Kraussaria prasina är en insektsart som först beskrevs av Walker, F. 1870.  Kraussaria prasina ingår i släktet Kraussaria och familjen gräshoppor. Inga underarter finns listade i Catalogue of Life.